# Liverpool Football Club 2025-2026
Questa voce raccoglie le informazioni riguardanti il Liverpool Football Club nelle competizioni ufficiali della stagione 2025-2026.

## Stagione
La stagione inizia con entusiasmo dopo la vittoriosa annata precedente in Premier League, con gli acquisti tra gli altri di Wirtz e Frimpong dal Bayer Leverkusen o quello di Kerkez dal Bournemouth, quello di Ekitike dall'Eintracht Francoforte o quello di Leoni dal Parma. Tuttavia, passati pochi giorni dall'inizio ufficiale della stagione sportiva, il mondo Liverpool è improvvisamente sconvolto da una tragedia: nella notte tra il 2 e il 3 luglio 2025 infatti, il portoghese dei Reds Diogo Jota è prematuramente scomparso (insieme al fratello André Silva) a causa di un incidente stradale a soli 28 anni.

## Maglie e sponsor
Lo sponsor tecnico è Adidas, mentre lo sponsor ufficiale è Standard Chartered.
|  | Casa | Trasferta |

## Rosa
Rosa, numerazione e ruoli, tratti dal sito ufficiale, aggiornati al 15 agosto 2025.
| N. |                             | Ruolo | Calciatore                 |
| -- | --------------------------- | ----- | -------------------------- |
| 1  | Brasile (bandiera)          | P     | Alisson Becker             |
| 2  | Inghilterra (bandiera)      | D     | Joe Gomez                  |
| 3  | Giappone (bandiera)         | C     | Wataru Endō                |
| 4  | Paesi Bassi (bandiera)      | D     | Virgil van Dijk (capitano) |
| 5  | Francia (bandiera)          | D     | Ibrahima Konaté            |
| 6  | Ungheria (bandiera)         | D     | Milos Kerkez               |
| 7  | Germania (bandiera)         | C     | Florian Wirtz              |
| 8  | Ungheria (bandiera)         | C     | Dominik Szoboszlai         |
| 10 | Argentina (bandiera)        | C     | Alexis Mac Allister        |
| 11 | Egitto (bandiera)           | A     | Mohamed Salah              |
| 12 | Irlanda del Nord (bandiera) | D     | Conor Bradley              |
| 14 | Italia (bandiera)           | A     | Federico Chiesa            |
| 15 | Italia (bandiera)           | D     | Giovanni Leoni             |
| 17 | Inghilterra (bandiera)      | C     | Curtis Jones               |
| 18 | Paesi Bassi (bandiera)      | A     | Cody Gakpo                 |

| N. |                        | Ruolo | Calciatore           |
| -- | ---------------------- | ----- | -------------------- |
| 19 | Inghilterra (bandiera) | C     | Harvey Elliott       |
| 21 | Grecia (bandiera)      | D     | Kōstas Tsimikas      |
| 22 | Francia (bandiera)     | A     | Hugo Ekitike         |
| 25 | Georgia (bandiera)     | P     | Giorgi Mamardashvili |
| 26 | Scozia (bandiera)      | D     | Andrew Robertson     |
| 28 | Inghilterra (bandiera) | P     | Freddie Woodman      |
| 30 | Paesi Bassi (bandiera) | D     | Jeremie Frimpong     |
| 38 | Paesi Bassi (bandiera) | C     | Ryan Gravenberch     |
| 41 | Ungheria (bandiera)    | P     | Ármin Pécsi          |
| 42 | Inghilterra (bandiera) | C     | Trey Nyoni           |
| 43 | Spagna (bandiera)      | C     | Stefan Bajčetić      |
| 46 | Inghilterra (bandiera) | D     | Rhys Williams        |
| 50 | Scozia (bandiera)      | A     | Ben Doak             |
| 73 | Inghilterra (bandiera) | A     | Rio Ngumoha          |
|    | Scozia (bandiera)      | D     | Calvin Ramsay        |

## Calciomercato

### Sessione estiva
| Acquisti         | Acquisti             | Acquisti              | Acquisti                    |
| R.               | Nome                 | da                    | Modalità                    |
| ---------------- | -------------------- | --------------------- | --------------------------- |
| C                | Florian Wirtz        | Bayer Leverkusen      | definitivo (125 milioni €)  |
| A                | Hugo Ekitike         | Eintracht Francoforte | definitivo (95 milioni €)   |
| D                | Milos Kerkez         | Bournemouth           | definitivo (46,9 milioni €) |
| D                | Jeremie Frimpong     | Bayer Leverkusen      | definitivo (40 milioni €)   |
| D                | Giovanni Leoni       | Parma                 | definitivo (35 milioni €)   |
| Altre operazioni |                      |                       |                             |
| R.               | Nome                 | da                    | Modalità                    |
| P                | Giorgi Mamardashvili | Valencia              | fine prestito               |
| P                | Ármin Pécsi          | Puskás Akadémia       | definitivo (1,78 milioni €) |
| D                | Freddie Woodman      | Preston N.E.          | gratuito                    |
| D                | Calvin Ramsay        | Kilmarnock            | fine prestito               |
| A                | Ben Doak             | Middlesbrough         | fine prestito               |
| C                | Stefan Bajčetić      | Las Palmas            | fine prestito               |
| D                | Nathaniel Phillips   | Derby County          | fine prestito               |
| D                | Rhys Williams        | Morecambe             | fine prestito               |

| Cessioni         | Cessioni               | Cessioni         | Cessioni                    |
| R.               | Nome                   | a                | Modalità                    |
| ---------------- | ---------------------- | ---------------- | --------------------------- |
| A                | Luis Díaz              | Bayern Monaco    | definitivo (70 milioni €)   |
| A                | Darwin Núñez           | Al-Hilal         | definitivo (65 milioni €)   |
| D                | Jarell Quansah         | Bayer Leverkusen | definitivo (35 milioni €)   |
| A                | Ben Doak               | Bournemouth      | definitivo (23,2 milioni €) |
| P                | Caoimhín Kelleher      | Brentford        | definitivo (14,8 milioni €) |
| C                | Tyler Morton           | Olympique Lione  | definitivo (10 milioni €)   |
| D                | Trent Alexander-Arnold | Real Madrid      | definitivo (10 milioni €)   |
| D                | Nathaniel Phillips     | West Bromwich    | definitivo (3,5 milioni €)  |
| C                | Vítězslav Jaroš        | Ajax             | prestito                    |
| Altre operazioni |                        |                  |                             |
| R.               | Nome                   | da               | Modalità                    |

### Sessione invernale
| Acquisti         | Acquisti         | Acquisti         | Acquisti         |
| R.               | Nome             | da               | Modalità         |
| Altre operazioni | Altre operazioni | Altre operazioni | Altre operazioni |
| R.               | Nome             | da               | Modalità         |
| ---------------- | ---------------- | ---------------- | ---------------- |

| Cessioni         | Cessioni         | Cessioni         | Cessioni         |
| R.               | Nome             | a                | Modalità         |
| Altre operazioni | Altre operazioni | Altre operazioni | Altre operazioni |
| R.               | Nome             | da               | Modalità         |
| ---------------- | ---------------- | ---------------- | ---------------- |

## Risultati

### Premier League
| Arbitro: | Taylor |

|                                              |           |                  |
| Ekitike 37’ Gakpo 49’ Chiesa 88’ Salah 90+4’ | Marcatori | 64’, 76’ Semenyo |

| Newcastle upon Tyne 2ª giornata | Newcastle Utd | – referto | Liverpool | St James' Park |

| Liverpool 3ª giornata | Liverpool | – referto | Arsenal | Anfield |

| Burnley 4ª giornata | Burnley | – referto | Liverpool | Turf Moor |

| Liverpool 5ª giornata | Liverpool | – referto | Everton | Anfield |

| Londra 6ª giornata | Crystal Palace | – referto | Liverpool | Selhurst Park |

| Londra 7ª giornata | Chelsea | – referto | Liverpool | Stamford Bridge |

| Liverpool 8ª giornata | Liverpool | – referto | Manchester Utd | Anfield |

| Brentford 9ª giornata | Brentford | – referto | Liverpool | Brentford Community Stadium |

| Liverpool 10ª giornata | Liverpool | – referto | Aston Villa | Anfield |

| Manchester 11ª giornata | Manchester City | – referto | Liverpool | City of Manchester Stadium |

| Liverpool 12ª giornata | Liverpool | – referto | Nottingham Forest | Anfield |

| Londra 13ª giornata | West Ham Utd | – referto | Liverpool | London Stadium |

| Liverpool 14ª giornata | Liverpool | – referto | Sunderland | Anfield |

| Leeds 15ª giornata | Leeds Utd | – referto | Liverpool | Elland Road |

| Liverpool 16ª giornata | Liverpool | – referto | Brighton | Anfield |

| Londra 17ª giornata | Tottenham | – referto | Liverpool | Tottenham Hotspur Stadium |

| Liverpool 18ª giornata | Liverpool | – referto | Wolverhampton | Anfield |

| Liverpool 19ª giornata | Liverpool | – referto | Leeds Utd | Anfield |

| Hammersmith e Fulham 20ª giornata | Fulham | – referto | Liverpool | Craven Cottage |

| Londra 21ª giornata | Arsenal | – referto | Liverpool | Emirates Stadium |

| Liverpool 22ª giornata | Liverpool | – referto | Burnley | Anfield |

| Bournemouth 23ª giornata | Bournemouth | – referto | Liverpool | Vitality Stadium |

| Liverpool 24ª giornata | Liverpool | – referto | Newcastle Utd | Anfield |

| Liverpool 25ª giornata | Liverpool | – referto | Manchester City | Anfield |

| Sunderland 26ª giornata | Sunderland | – referto | Liverpool | Stadium of Light |

| West Bridgford 27ª giornata | Nottingham Forest | – referto | Liverpool | City Ground |

| Liverpool 28ª giornata | Liverpool | – referto | West Ham Utd | Anfield |

| Wolverhampton 29ª giornata | Wolverhampton | – referto | Liverpool | Molineux Stadium |

| Liverpool 30ª giornata | Liverpool | – referto | Tottenham | Anfield |

| Brighton 31ª giornata | Brighton | – referto | Liverpool | AMEX Stadium |

| Liverpool 32ª giornata | Liverpool | – referto | Fulham | Anfield |

| Liverpool 33ª giornata | Everton | – referto | Liverpool | Everton Stadium |

| Liverpool 34ª giornata | Liverpool | – referto | Crystal Palace | Anfield |

| Manchester 35ª giornata | Manchester Utd | – referto | Liverpool | Old Trafford |

| Liverpool 36ª giornata | Liverpool | – referto | Chelsea | Anfield |

| Birmingham 37ª giornata | Aston Villa | – referto | Liverpool | Villa Park |

| Liverpool 38ª giornata | Liverpool | – referto | Brentford | Anfield |

### Community Shield
| Arbitro: | Kavanagh |

|                              |                      |                                             |
| Mateta 17’ (rig.) Sarr 77’   | Marcatori            | 4’ Ekitike 21’ Frimpong                     |
| Mateta Eze Sarr Sosa Devenny | Tiri di rigore 3 – 2 | Salah Mac Allister Gakpo Elliott Szoboszlai |

## Statistiche

### Statistiche di squadra
| Competizione     | Punti | In casa | In casa | In casa | In casa | In casa | In casa | In trasferta | In trasferta | In trasferta | In trasferta | In trasferta | In trasferta | In campo neutro | In campo neutro | In campo neutro | In campo neutro | In campo neutro | In campo neutro | Totale | Totale | Totale | Totale | Totale | Totale | DR |
| Competizione     | Punti | G       | V       | N       | P       | Gf      | Gs      | G            | V            | N            | P            | Gf           | Gs           | G               | V               | N               | P               | Gf              | Gs              | G      | V      | N      | P      | Gf     | Gs     | DR |
| ---------------- | ----- | ------- | ------- | ------- | ------- | ------- | ------- | ------------ | ------------ | ------------ | ------------ | ------------ | ------------ | --------------- | --------------- | --------------- | --------------- | --------------- | --------------- | ------ | ------ | ------ | ------ | ------ | ------ | -- |
| Premier League   | -     | 1       | 1       | 0       | 0       | 4       | 2       |              |              |              |              |              |              | -               | -               | -               | -               | -               | -               | 1      | 1      | 0      | 0      | 4      | 2      | +2 |
| FA Cup           | -     |         |         |         |         |         |         |              |              |              |              |              |              | -               | -               | -               | -               | -               | -               |        |        |        |        |        |        |    |
| League Cup       | -     |         |         |         |         |         |         |              |              |              |              |              |              | -               | -               | -               | -               | -               | -               |        |        |        |        |        |        |    |
| Community Shield | -     | -       | -       | -       | -       | -       | -       | -            | -            | -            | -            | -            | -            | 1               | 0               | 1               | 0               | 2               | 2               | 1      | 0      | 1      | 0      | 2      | 2      | 0  |
| Champions League | -     |         |         |         |         |         |         |              |              |              |              |              |              | -               | -               | -               | -               | -               | -               |        |        |        |        |        |        |    |
| Totale           | -     | 1       | 1       | 0       | 0       | 4       | 2       |              |              |              |              |              |              | 1               | 0               | 1               | 0               | 2               | 2               | 2      | 1      | 1      | 0      | 6      | 4      | +2 |

### Andamento in campionato
| Giornata  | 1 | 2 | 3 | 4 | 5 | 6 | 7 | 8 | 9 | 10 | 11 | 12 | 13 | 14 | 15 | 16 | 17 | 18 | 19 | 20 | 21 | 22 | 23 | 24 | 25 | 26 | 27 | 28 | 29 | 30 | 31 | 32 | 33 | 34 | 35 | 36 | 37 | 38 |
| --------- | - | - | - | - | - | - | - | - | - | -- | -- | -- | -- | -- | -- | -- | -- | -- | -- | -- | -- | -- | -- | -- | -- | -- | -- | -- | -- | -- | -- | -- | -- | -- | -- | -- | -- | -- |
| Luogo     | C |   |   |   |   |   |   |   |   |    |    |    |    |    |    |    |    |    |    |    |    |    |    |    |    |    |    |    |    |    |    |    |    |    |    |    |    |    |
| Risultato | V |   |   |   |   |   |   |   |   |    |    |    |    |    |    |    |    |    |    |    |    |    |    |    |    |    |    |    |    |    |    |    |    |    |    |    |    |    |
| Posizione |   |   |   |   |   |   |   |   |   |    |    |    |    |    |    |    |    |    |    |    |    |    |    |    |    |    |    |    |    |    |    |    |    |    |    |    |    |    |

Legenda:

Luogo: C = Casa; T = Trasferta. Risultato: R = Rinviata; V = Vittoria; N = Pareggio; P = Sconfitta.

### Andamento in Champions League
| Giornata  | 1 | 2 | 3 | 4 | 5 | 6 | 7 | 8 |
| --------- | - | - | - | - | - | - | - | - |
| Luogo     |   |   |   |   |   |   |   |   |
| Risultato |   |   |   |   |   |   |   |   |
| Posizione |   |   |   |   |   |   |   |   |

Legenda:

Luogo: C = Casa; T = Trasferta. Risultato: R = Rinviata; V = Vittoria; N = Pareggio; P = Sconfitta.

### Statistiche individuali
| Giocatore        | Premier League | Premier League | Premier League | Premier League | FA Cup+EFL Cup | FA Cup+EFL Cup | FA Cup+EFL Cup | FA Cup+EFL Cup | Community Shield | Community Shield | Community Shield | Community Shield | Champions League | Champions League | Champions League | Champions League | Totale   | Totale | Totale      | Totale     |
| Giocatore        | Presenze       | Reti           | Ammonizioni    | Espulsioni     | Presenze       | Reti           | Ammonizioni    | Espulsioni     | Presenze         | Reti             | Ammonizioni      | Espulsioni       | Presenze         | Reti             | Ammonizioni      | Espulsioni       | Presenze | Reti   | Ammonizioni | Espulsioni |
| ---------------- | -------------- | -------------- | -------------- | -------------- | -------------- | -------------- | -------------- | -------------- | ---------------- | ---------------- | ---------------- | ---------------- | ---------------- | ---------------- | ---------------- | ---------------- | -------- | ------ | ----------- | ---------- |
| Alisson          | 1              | -2             | 0              | 0              | 0              | -0             | 0              | 0              | 1                | -2               | 0                | 0                | 0                | -0               | 0                | 0                | 2        | -4     | 0           | 0          |
| C. Bradley       | 0              | 0              | 0              | 0              | 0              | 0              | 0              | 0              | 0                | 0                | 0                | 0                | 0                | 0                | 0                | 0                | 0        | 0      | 0           | 0          |
| F. Chiesa        | 1              | 1              | 0              | 0              | 0              | 0              | 0              | 0              | 0                | 0                | 0                | 0                | 0                | 0                | 0                | 0                | 1        | 1      | 0           | 0          |
| B. Doak          | 0              | 0              | 0              | 0              | 0              | 0              | 0              | 0              | 0                | 0                | 0                | 0                | 0                | 0                | 0                | 0                | 0        | 0      | 0           | 0          |
| H. Ekitike       | 1              | 1              | 0              | 0              | 0              | 0              | 0              | 0              | 1                | 1                | 0                | 0                | 0                | 0                | 0                | 0                | 2        | 2      | 0           | 0          |
| H. Elliott       | 0              | 0              | 0              | 0              | 0              | 0              | 0              | 0              | 1                | 0                | 0                | 0                | 0                | 0                | 0                | 0                | 1        | 0      | 0           | 0          |
| W. Endō          | 1              | 0              | 0              | 0              | 0              | 0              | 0              | 0              | 1                | 0                | 0                | 0                | 0                | 0                | 0                | 0                | 2        | 0      | 0           | 0          |
| J. Frimpong      | 1              | 0              | 0              | 0              | 0              | 0              | 0              | 0              | 1                | 1                | 0                | 0                | 0                | 0                | 0                | 0                | 2        | 1      | 0           | 0          |
| C. Gakpo         | 1              | 1              | 0              | 0              | 0              | 0              | 0              | 0              | 1                | 0                | 0                | 0                | 0                | 0                | 0                | 0                | 2        | 1      | 0           | 0          |
| J. Gomez         | 1              | 0              | 0              | 0              | 0              | 0              | 0              | 0              | 0                | 0                | 0                | 0                | 0                | 0                | 0                | 0                | 1        | 0      | 0           | 0          |
| R. Gravenberch   | 0              | 0              | 0              | 0              | 0              | 0              | 0              | 0              | 0                | 0                | 0                | 0                | 0                | 0                | 0                | 0                | 0        | 0      | 0           | 0          |
| C. Jones         | 1              | 0              | 0              | 0              | 0              | 0              | 0              | 0              | 1                | 0                | 0                | 0                | 0                | 0                | 0                | 0                | 2        | 0      | 0           | 0          |
| M. Kerkez        | 1              | 0              | 1              | 0              | 0              | 0              | 0              | 0              | 1                | 0                | 0                | 0                | 0                | 0                | 0                | 0                | 2        | 0      | 1           | 0          |
| I. Konaté        | 1              | 0              | 0              | 0              | 0              | 0              | 0              | 0              | 1                | 0                | 1                | 0                | 0                | 0                | 0                | 0                | 2        | 0      | 1           | 0          |
| G. Leoni         | 0              | 0              | 0              | 0              | 0              | 0              | 0              | 0              | 1                | 0                | 1                | 0                | 0                | 0                | 0                | 0                | 1        | 0      | 1           | 0          |
| A. Mac Allister  | 1              | 0              | 0              | 0              | 0              | 0              | 0              | 0              | 1                | 0                | 0                | 0                | 0                | 0                | 0                | 0                | 2        | 0      | 0           | 0          |
| G. Mamardashvili | 0              | -0             | 0              | 0              | 0              | -0             | 0              | 0              | 0                | -0               | 0                | 0                | 0                | -0               | 0                | 0                | 0        | -0     | 0           | 0          |
| T. Nyoni         | 0              | 0              | 0              | 0              | 0              | 0              | 0              | 0              | 0                | 0                | 0                | 0                | 0                | 0                | 0                | 0                | 0        | 0      | 0           | 0          |
| J. Quansah       | 0              | 0              | 0              | 0              | 0              | 0              | 0              | 0              | 0                | 0                | 0                | 0                | 0                | 0                | 0                | 0                | 0        | 0      | 0           | 0          |
| A. Robertson     | 1              | 0              | 0              | 0              | 0              | 0              | 0              | 0              | 1                | 0                | 0                | 0                | 0                | 0                | 0                | 0                | 2        | 0      | 0           | 0          |
| M. Salah         | 1              | 1              | 0              | 0              | 0              | 0              | 0              | 0              | 1                | 0                | 1                | 0                | 0                | 0                | 0                | 0                | 2        | 1      | 1           | 0          |
| D. Szoboszlai    | 1              | 0              | 0              | 0              | 0              | 0              | 0              | 0              | 1                | 0                | 0                | 0                | 0                | 0                | 0                | 0                | 2        | 0      | 0           | 0          |
| K. Tsimikas      | 0              | 0              | 0              | 0              | 0              | 0              | 0              | 0              | 0                | 0                | 0                | 0                | 0                | 0                | 0                | 0                | 0        | 0      | 0           | 0          |
| V. Van Dijk      | 1              | 0              | 0              | 0              | 0              | 0              | 0              | 0              | 1                | 0                | 0                | 0                | 0                | 0                | 0                | 0                | 2        | 0      | 0           | 0          |
| F. Wirtz         | 1              | 0              | 0              | 0              | 0              | 0              | 0              | 0              | 1                | 0                | 1                | 0                | 0                | 0                | 0                | 0                | 2        | 0      | 1           | 0          |